# Mała Łomnicka Baszta
Mała Łomnicka Baszta (słow. Veľký Lomnický hrb) – skalisty szczyt w południowo-wschodniej grani Łomnicy, na jej odcinku zwanym Łomnicką Granią. Na północnym zachodzie graniczy z Myśliwską Czubą, od której oddziela ją głęboka Myśliwska Przełęcz, natomiast na południowym wschodzie opada na płytki Niżni Myśliwski Przechód, za którym znajduje się Zadnia Łomnicka Czuba. Mała Łomnicka Baszta ma dwa wierzchołki. Wyższy północny ma wysokość 2081 lub ok. 2045 m, niższy południowy – 2041 m.

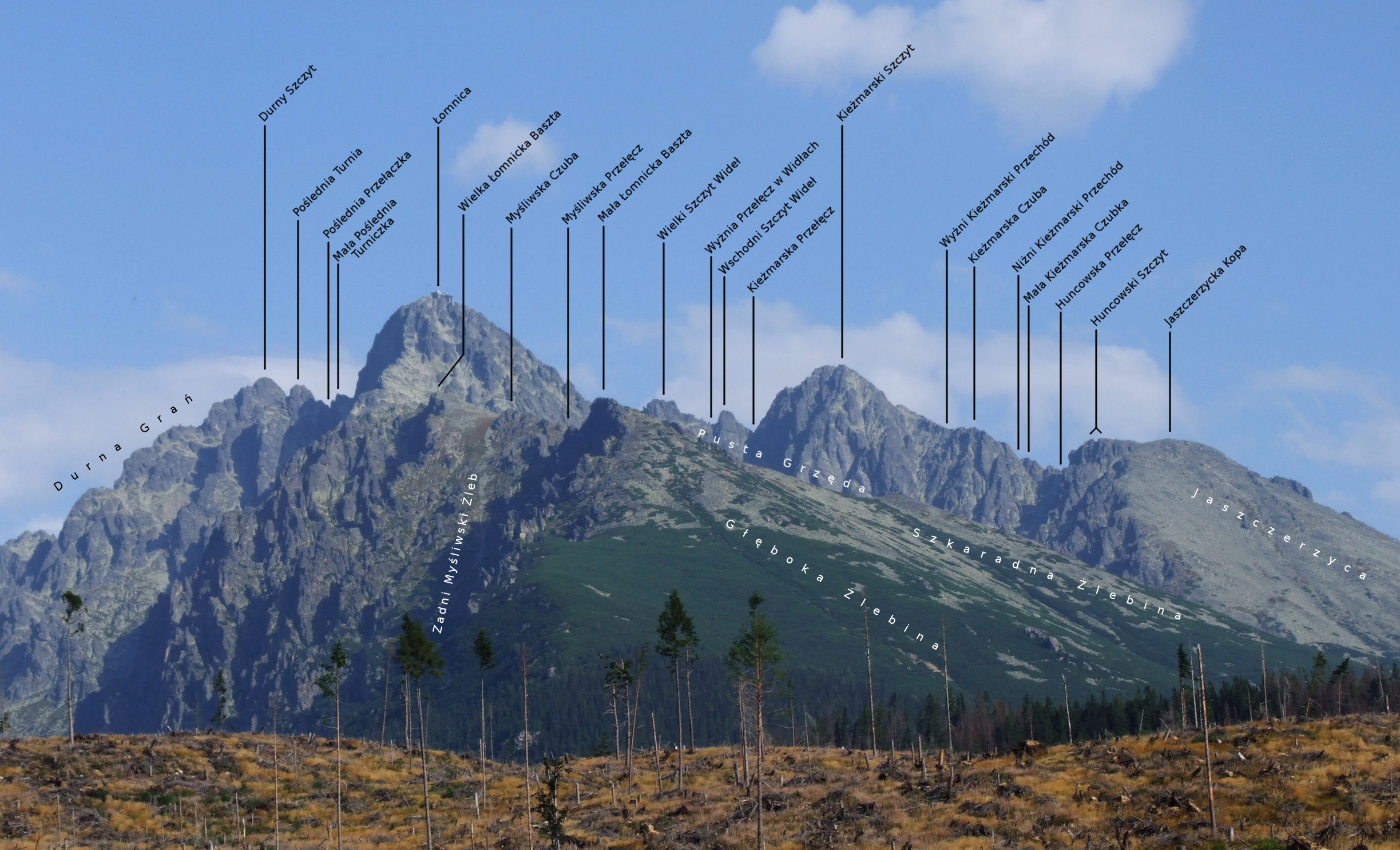
Mała Łomnicka Baszta wśród podpisanych obiektów

Na wschód od głównego wierzchołka Małej Łomnickiej Baszty odchodzi rozłożysta grzęda – Pusta Grzęda, w której znajduje się Pusta Strażnica (1968 m). Odgałęzienie to wyodrębnia się po kilkudziesięciu metrach piarżystego zbocza i oddziela od siebie Puste Pole na północy i Szerokie Pole na południu – rozległe stoki, z których opadają dwa żleby: odpowiednio Pusta Żlebina i Szkaradna Żlebina. Zachodnie stoki szczytu składają się ze sporych urwisk poprzecinanych trzema niemal poziomymi zachodami. Są to trzy Myśliwskie Ławki, od góry: Wyżnia Myśliwska Ławka, Pośrednia Myśliwska Ławka i Niżnia Myśliwska Ławka. Z lewej strony (patrząc od dołu) stoki te są ograniczone Pośrednim Myśliwskim Żlebem, natomiast na prawo od niego wcina się wybitny Skrajny Myśliwski Żleb. Pomiędzy żlebami tkwi w dolnej części stoków Mała Myśliwska Kazalnica.
Szczyt jest wyłączony z ruchu turystycznego. Najdogodniejsze drogi dla taterników prowadzą na niego granią – z Łomnickich Czub i z Myśliwskiej Przełęczy. Mała Łomnicka Baszta, podobnie jak inne obiekty w Łomnickiej Grani, była odwiedzana od dawna przez myśliwych polujących na kozice. Szczególnie uczęszczane były okolice Myśliwskich Ławek. Polowania miały miejsce mniej więcej do I wojny światowej. Stoki były poprzecinane licznymi myśliwskimi ścieżkami, które obecnie w znacznej mierze zanikły.